# Cratere Matabei
Matabei  è un cratere sulla superficie di Mercurio.